# コスモスイニシア
株式会社コスモスイニシア（英文名称：Cosmos Initia Co., Ltd.）は、一次取得者向けのファミリータイプのマンション開発を首都圏中心に展開する、マンション・一戸建を取り扱うデベロッパーである。2006年8月までの前社名は株式会社リクルートコスモス。
2012年マンション供給戸数ランキングでは首都圏8位（922戸）。販売部門が分社化されていないため、販売業務も直接自社で行っている。

## 概要
リクルートの不動産会社（デベロッパー）として設立された。2005年6月30日、ユニゾン・キャピタル系のプライベート・エクイティ・ファンドなどの出資を受ける形でMBOを実施し、リクルートグループから独立した。2006年9月1日には現社名に変更した。
サブプライムローン問題に端を発した信用収縮による不動産の流動性枯渇、不動産価格下落により業績が急速に悪化し、2009年4月に事業再生ADR手続を申請。同年9月に三菱東京UFJ銀行らメインバンク12行からのデットエクイティスワップ（DES）等の約700億円の金融支援、管理会社のコスモスライフ（現・大和ライフネクスト）の大和ハウス工業への売却などを含む、事業再生計画が承認された。2013年3月29日、事業再生ADR債務1,008億円の完済を発表。3月末をもって事業再生計画期間が終了。同年4月16日大和ハウス工業との資本業務提携契約を締結し、同社の子会社となることを発表した。
単独事業でのマンション名称（ブランド）は「イニシア」。前社名時代は主に「コスモ」を使用していた。今日では一般的になっている長期修繕計画を1993年に業界で初めて導入した。2011年1月に新築マンションの累計供給戸数が10万戸を超え、2021年まで20年連続でグッドデザイン賞を受賞。
リクルート創業者の江副浩正は、地方から大都市に若者が仕事を求め集まることに伴い寮や社宅などの住宅需要が生まれると考え、不動産開発事業に参入した。一説に「情報誌業は虚業であり、不動産という実業を行ってこそ世間から評価される」という考えがあったからとも言われる。

## 沿革
- 1969年（昭和44年）6月20日 - 株式会社日本リクルート映画社として設立。
- 1974年（昭和49年）2月8日 - 事業目的を不動産に変更し、商号を環境開発株式会社に変更（創業）。
- 1985年（昭和60年）3月1日 - 株式会社リクルートコスモスに商号変更。
- 1986年（昭和61年）10月30日 - 株式を店頭登録（現・ジャスダック）。
- 1988年（昭和63年）6月18日 - リクルート事件が発覚。贈賄側のリクルート関係者と、収賄側の政治家や官僚らが逮捕され、政界・官界・マスコミを揺るがす、大不祥事となった。
- 1998年（平成10年）5月 - 初の再開発事業となるラムザタワーが完成。
- 2005年（平成17年）6月30日 - ユニゾン・キャピタルなどから出資を受ける形でMBOの手法によりリクルートグループから独立。
- 2006年（平成18年）9月1日 - 株式会社コスモスイニシアに商号変更。また、本社を東京都千代田区内幸町一丁目3番2号へ移転。
- 2009年（平成21年）
  - 1月16日 - コスモスイニシアへの社名変更以来初めて2010年新卒採用凍結を発表。
  - 4月28日 - 前述のリクルート事件によるイメージに加え、不動産市況悪化に伴う業績悪化による債務超過を受け、私的整理手続きである事業再生ADR手続を活用して再生を図ると発表。同日、代表取締役会長が引責辞任を発表した。
  - 9月28日 - 事業再生ADR手続が成立し、事業再生計画が承認された。これにより管理会社コスモスライフの持株がコスモスイニシアから大和ハウス工業に売却され、2010年に大和ライフネクストとなる。
- 2011年（平成23年）7月1日 - 本社を東京都港区芝五丁目34番6号新田町ビルへ移転。
- 2013年（平成25年）6月27日 - 大和ハウス工業が株式の64.17%（間接含む）を保有。大和ハウスグループとなる。
- 2018年（平成30年）3月 - Cosmos Australia Pty Ltdが保有するKBRV Resort Operations Pty Ltdの全株式を譲渡し、海外ホテル・リゾート運営事業から撤退。
- 2024年（令和6年）2月 - 大和ハウス工業が「親会社と連結子会社がともに上場している現状」を解消するため、株式の一部（25.03%）を共立メンテナンスに譲渡し、大和ハウスの持株比率を38.22%に減少して持分法適用関連会社化するとともに、三社で資本業務提携契約を締結[3]。

## 主な開発地
- ラムザタワー - 埼玉県さいたま市
- グランフォーラム宮崎台桜の邱 - 2006〜、明豊エンタープライズと共同、川崎市宮前区、宮前平NEC跡地
- コスモアベニューひばりヶ丘MORIKAZE
- コスモアベニュー清瀬パークサイドステージ
- コスモアベニュー新三郷ららシティ - 埼玉県三郷市
- グランフォーラム南荻窪-東京都杉並区
- グランフォーラム甲陽園山王町
- グランフォーラム苦楽園二番町
- コスモアベニュー武蔵小金井
- グランフォーラム駒沢公園
- グランフォーラム松原-東京都世田谷区松原
- グランフォーラム青葉荏田北・プラタナスの丘・シラカシの丘
- グランフォーラム上石神井
- コスモアベニュー津田沼
- コスモアベニュー勝田台
- グランフォーラム住吉山手
- コスモアベニュー湘南茅ヶ崎ザ・プライベートプレイス-神奈川県茅ヶ崎市
- コスモアベニュー草加新田-埼玉県草加市
- 舞浜の杜-千葉県浦安市
- コスモアベニュー府中 武蔵野台-東京都府中市
- コスモアベニュー大泉学園
- コスモ平井シティフォルム
- 東京デコルテ
- グランフォーラム青葉台

（その他）
- レジデンス・ザ・武蔵小杉
- さつき平団地テラウエストを建設、1988年（昭和63年）

## 関連会社
- 株式会社コスモスモア（モデルルーム設営・スチールハウス等施工）
- 株式会社コスモスライフサポート（シニア向け分譲マンションの管理）
- Cosmos Australia  Pty.Ltd. (オーストラリア国内における不動産関連の事業等)
- 株式会社コスモスホテルマネジメント（アパートメントホテルMIMARUの経営、管理）[4][5]
  - MIMARU東京 上野NORTH
  - MIMARU東京 赤坂
  - MIMARU京都 堀川六角
  - MIMARU東京 日本橋水天宮前
  - MIMARU東京 上野EAST
  - MIMARU東京 上野稲荷町
  - MIMARU京都 新町三条
  - MIMARU京都 西洞院高辻
  - MIMARU東京 八丁堀
  - MIMARU京都 STATION
  - MIMARU京都 烏丸御池NORTH
  - MIMARU京都 河原町五条
  - MIMARU東京 上野御徒町
  - MIMARU東京 新宿WEST
  - MIMARU大阪 難波NORTH
  - MIMARU大阪 難波STATION
  - MIMARU大阪 心斎橋WEST

### 過去の関連会社
- コスモスホテル開発 - 1990年～1999年まで、川崎と晴海でコンバージョンによるシティホテルを運営していたがカラカミ観光に営業譲渡
  - 川崎グランドホテル
  - 晴海グランドホテル
- コスモスライフ - 管理会社

## リクルートとの関係
- 1988年リクルートコスモスの未公開株が江副浩正によって官僚や閣僚に譲渡されたことが明るみとなり、リクルート事件として戦後最大級の汚職疑惑となった。
- リクルート（現・リクルートホールディングス）とは事業上の繋がりは住宅情報誌「SUUMO」への広告掲載程度であるが、2013年3月期時点で代表取締役社長以下取締役役員の6名中5名がリクルート出身である。
- 当社はあくまで住宅デベロッパーであり、安比高原スキー場などバブル期のリゾート物件開発は親会社のリクルート本体によって行われ、同社はバブル崩壊で巨額負債を抱えることになる。これがダイエーへの身売りと、当社のMBOによる売却への遠因となった。

- 2006年9月1日に社名がコスモスイニシアに変更されるまで、リクルートコスモスではリクルートにおいて2000年まで使われていた「かもめ印」と1990年まで使われた亀倉雄策デザインの社名ロゴタイプを継続使用していた。

## 出身の著名人
- 井上高志（株式会社LIFULL代表取締役；不動産ポータルサイト LIFULL HOME'S）

- 岩井陽介（株式会社レピカ代表取締役社長）

- 植村健志（株式会社アズパートナーズ代表取締役；介護付有料老人ホーム運営等）
- 内山博文（u.company株式会社代表取締役、一般社団法人リノベーション協議会会長、元 株式会社リビタ代表取締役）

- 宇野康秀（株式会社U-NEXT HOLDINGS代表取締役社長CEO、元 株式会社インテリジェンス取締役会長、元 株式会社USEN代表取締役社長）

- 梶原文生（元 株式会社都市デザインシステム代表取締役社長）

- 鎌田和彦（株式会社オープンハウスグループ取締役副社長、元 株式会社インテリジェンス代表取締役兼社長執行役員）

- 楠本修二郎（カフェ・カンパニー株式会社代表取締役社長）

- 嵯峨行介（元 スルガ銀行株式会社代表取締役会長）

- 廣岡哲也（株式会社フージャースホールディングス代表取締役）
- 村上浩輝（株式会社ツクルバ代表取締役CEO）

- 安川秀俊（株式会社ゴールドクレスト代表取締役社長）